# Unity Line
Unity Line - польская судоходная компания - оператор грузо-пассажирских паромов Ro-Ro.
Является дочерней компанией польской судоходной компании Polska Żegluga Morska.
Обслуживает линию между Свиноуйсьце (Польша) и шведскими портами Истад и Треллеборг.
По состоянию на 2013 год располагала флотом из шести паромов общим дедвейтом около 100 тыс. тонн:
- Skania
- Gryf
- Wolin
- Galileusz
- Jan Śniadecki
- Kopernik
- Polonia

|              |                 |                |             |               |
| Паром Skania | Паром Galileusz | Паром Kopernik | Паром Wolin | Паром Polonia |